# Radio RBA
Ne doit pas être confondu avec Radio Bassin Arcachon.
Radio RBA (pour Radio Bort Artense) est une station de radio locale des régions Auvergne et Limousin diffusant ses programmes dans le Cantal, le Puy-de-Dôme et la Corrèze. Basée à Bort-les-Orgues, en Corrèze, elle est née en 1984, et commence ses émissions en juin 1985. 
Elle diffuse des variétés et des informations compactes, mais retransmet aussi, 7 jours sur 7 et plusieurs fois par jour, les informations de Radio France internationale. La station met en œuvre deux antennes d'émission permettant la diffusion de ses programmes avec deux fréquences distinctes.

## Référence
1. ↑  « Radio locale Bort Artense - la radio », sur www.rbafm.fr (consulté le 18 janvier 2017)